# Mega-Lada
Der Sportverein Mega-Lada ist ein Klub der russischen Speedway-Profiliga, der vom russischen Automobil-Konzern Lada gesponsert wird. Der Sitz des Sportvereins ist in Toljatti in der Oblast Samara. Gegründet wurde der Klub im Jahr 1967.
Im Speedway-Stadion von Toljatti fanden unter anderem die Finalläufe zur Speedway-Europameisterschaft und WM-Finalläufe im Eisspeedway statt. Das Anatoli-Stepanow-Stadion des Sportclubs Mega-Lada Toljatti hat 15.000 Sitzplätze.
Bis 2013 gewann das Eisspeedway-Team Mega-Lada drei Mal die russische Meisterschaft in der Eisspeedway-Super-League. Eines der bedeutendsten Mitglieder des Speedway-Clubs ist der mehrfache Weltmeister Daniil Walerjewitsch Iwanow. Er fuhr mit seiner Maschine das Feuer der XXII. Olympischen Winterspiele im Jahr 2014 über das Eis auf dem Gebiet des Service- und Touristenkomplexes Toljatti.

## Sport-Fachschule Speedway Mega-Lada
Mit der Unterstützung der Regierung wurde 2006 durch den Abgeordneten der Duma der Oblast Samara und Präsidenten des Sportvereins Mega-Lada, Anatoli Alexejewitsch Stepanow (1947–2009), eine Sport-Fachschule Speedway gegründet. Die Schulmaschinen sind mit Motoren von 50 bis 500 cm³ ausgerüstet und die Rahmen auf das Alter der jungen Fahrer abgestimmt. Bekannter Nachwuchsfahrer der Fachschule ist Emil Damirowitsch Saifutdinow, er wurde Junioren-Weltmeister 2007 und 2008.